# 特雷亚
特雷亚（義大利語：Treia），是意大利马切拉塔省的一个市镇。总面积93平方公里，人口9735人，人口密度104.7人/平方公里（2009年）。ISTAT代码为043054。